# Johann Friedrich Gottlob von Brause
Johann Friedrich Gottlob von Brause (* 2. Mai 1763 in Radefeld; † 1. Januar 1820 in Freiberg) war ein lutherischer Theologe und Superintendent von Eckartsberga und Freiberg.

## Familie
- siehe auch: Brause (Adelsgeschlecht)

Er war der Sohn des Radefelder Pastors und nachmaligen Superintendenten von Oschatz Johann Carl Friedrich von Brause. 1786 heiratete er die aus Görlitz stammende Friederike Charlotte Wilhelmine von Plötz (1762–1796), eine Tochter des kursächsischen Hauptmanns Gottlob Friedrich von Plötz und dessen Gemahlin Louise Sophie von Warnsdorf aus dem Hause Tauchritz. Nach dem frühen Tod seiner ersten Gattin heiratete der Witwer 1797 die Tochter Christian Heinrich Hofmanns, des damaligen Pastors zu Maxen. Als diese 1810 verstarb, heiratete er ein Jahr später in dritter Ehe die Tochter des Freiberger Archidiakons M. Pistorius. Von Brause hinterließ drei Kinder aus der ersten und vier Kinder aus der zweiten Ehe. Dazu zählen der königlich-sächsische Major und Geheime Kriegsrat Johann Friedrich Wilhelm von Brause (1790–1842), der königlich-sächsische Kapitän und Mitglied des Generalkriegsgerichtskollegiums Christian Wilhelm Ludwig von Brause (* 1795) sowie der Geodät und Schriftsteller Bruno von Brause (* 1809).

## Werdegang
Seinen ersten Unterricht erhielt er durch seinen Vater und verschiedene Hauslehrer. Auf der Stadtschule Oschatz wurde er zur Aufnahme in die Landesschule St. Afra vorbereitet, die er ab 1775 besuchte. Ab 1781 studierte er an der Universität Leipzig Theologie und Philosophie. Er war Schüler von Ernst Platner, Christian Daniel Beck, Samuel Friedrich Nathanael Morus, Johann Gottlieb Theophil Bosseck und Johann August Dathe. Zudem war von Brause ein begeisterter Hörer der Predigten Georg Joachim Zollikofers. 1784 bestand er sein Kandidaten-Examen in Dresden und erhielt im darauffolgenden Jahr seine erste Anstellung als Pastor von Heynitz. Hier konnte er sich neben seiner Pfarrarbeit weiteren Studien widmen, insbesondere der Lektüre der griechischen und römischen Klassiker. 1788 wurde er zum vierten Diakon an die Pfarrkirche zu Wittenberg berufen. Dort pflegte er freundschaftlichen Umgang mit Franz Volkmar Reinhard, Johann Matthias Schröckh und Karl Ludwig Nitzsch. Ab 1796 bekleidete er die Stelle des Superintendenten in Eckhardsberga. Am 29. September 1800 wurde er zum Pastor primarius und Superintendenten von Freiberg berufen. Dort widmete er sich der Reform des Schulunterrichts. 1810 wurde er in die Freimaurerloge St. Johannis zu den drei Bergen aufgenommen. Ab 1814 bekleidete er das Amt des Meisters vom Stuhl. Am Abend des Neujahrstages 1820 verstarb von Brause nach längerer Krankheit und wurde, seinem Wunsch gemäß, auf dem Gottesacker am Freiberger Dom neben seiner zweiten Gemahlin und mehreren seiner früh verstorbenen Kinder beigesetzt.

## Wirken
Bereits in seiner Antrittspredigt und in seinem Sendschreiben an die untergebene Geistlichkeit seines Amtsbezirks zum Antritt des neuen Jahrhunderts legte er den Akzent auf das zukünftige Hauptanliegen seines Wirkens, die Sorge um gute Schulen. In solchen sah er die Grundlage für eine dauerhafte Wohlfahrt des Staates und seiner Bürger. Folglich führte von Brause in seiner Eigenschaft als oberster Schulaufseher seines Amtsbezirks zahlreiche Reformen durch. Er förderte den Nachhilfeunterricht für Gymnasiasten, errichtete eine höhere Bildungsanstalt für Knaben, die sich nicht auf ein wissenschaftliches Studium vorbereiteten und widmete den Landschulen besondere Aufmerksamkeit. Zur Durchsetzung seiner Reformen führte er bereits vor der mit Verordnung vom 17. Mai 1816 eingeführten allgemeinen Visitationspflicht umfangreiche Inspektionen an den Schulen seines Kirchenbezirks durch. Dabei regte er an, dass die Kinder der Landschulen nach Jahrgangsstufen unterrichtet wurden, beförderte den Unterricht auf Grundlage von Schulbüchern, forderte von Lehrern und Predigern das Führen von Lehrplänen und Unterrichtsprotokollen, die er für statistische Auswertungen nutzte. Er sorgte für die Modernisierung der Schulhäuser und Klassenzimmer. Ein wichtiges Anliegen war ihm die ausreichende Besoldung der Lehrerschaft, um mögliche Abhängigkeiten von der Dorfgemeinschaft zu unterbinden. Zudem setzte er sich für die Einrichtung von Lehrerausbildungsstätten und für die beständige Weiterbildung von Lehrern ein, indem er beispielsweise den nicht unerheblichen Erlös seiner Druckschriften zu diesem Zweck einsetzte. Die Einnahmen des von ihm herausgegebenen Katechismus bestimmte er zum Besten der Landschullehrer-Witwen-Kasse. Seine zehn im Druck erschienenen Zirkular-Predigten für die Geistlichkeit seines Amtsbezirks enthielten wichtige exegetische und pastoral-praktische Anweisungen. Als führendes Mitglied der Loge war er maßgeblich an der Einrichtung der Freiberger Sonntagsschule beteiligt, an der regelmäßig 70 Lehrlinge und Gesellen kostenfrei Unterricht im Rechnen, Schreiben und Zeichnen erhielten.
Aus seiner Unmut über die politische Situation in Sachsen während der Zeit der Napoleonischen Kriege machte er keinen Hehl. In einer ihm 1813 aufgenötigten Predigt zum Geburtsfest Napoleons wünschte er dem Kaiser „in Wendungen und unter Bedingungen Glück, aus welchen unverkennbar hervorging, daß er ihm nie anders, als wenn er Friedensstifter und ein gerechter Regent werden wollte, – Glück wünschen könne und dürfe.“

## Verzeichnis seiner Werke (Auswahl)
- Predigt bei Einführung des neuen Dresdnischen Gesangbuchs: vor einer Gemeinde in Thüringen gehalten. Naumburg 1799.
- Die Wirkungen, die der demüthige Sinn eines christlichen Lehrers und seiner Gemeinde beym Antritt einer wechselseitigen Verbindung hervorbringt. Antrittspredigt, gehalten am 17. Sonntage nach Trinitatis 1800 im Dom zu Freyberg. Johann Christoph Friedrich Gerlach, Freiberg 1800.
- Viris maxime et plurimum reuerendis amplissimis, doctissimis Archidiacono, Protomystis, Adjunctis, Pastoribus, Diaconis, verbi divini in dioecesi Freybergensi ministris saeculi decimi noni auspicia amicissime gratulatur …, Typ. Gerlachii, Freybergae 1801.
- D. Martin Luthers kleiner Katechismus mit einem Anhange. Johann Christoph Friedrich Gerlach, Freiberg 1807 (4. Aufl. 1817).
- Epistolae ephorales quas in annorum 1801–1808 primordiis ad Religionis christianae doctores Dioecesi Freybergensi adscriptos dedit Joannes Fridericus a Brause, Dioeceseos Ephorus.  Typ. Gerlachii, Freybergae Saxon. 1808.
- Epistolae ephorales quas in annorum 1809–1810 primordiis ad Religionis christianae doctores Dioecesi Freybergensi adscriptos dedit Joannes Fridericus a Brause, Dioeceseos Ephorus.  Typ. Gerlachii,  Freybergae Saxon. 1810.
- Expositiones de officiis doctoris Christiani ex ipsis Christi et apostolorum dictis actisque depromtarum.  Typ. Gerlachii, Freybergae 1806–1810.
- De fide doctoris christiani, inter coelites recepti, beatitate, eademque eximia ac prope singulari epistola, quam anni 1811 primordiis ad Religionis christianae doctores Dioecesi Freybergensi adscriptos dedit,  Typ. Gerlachii, Freybergae 1811.
- Epistolae ephoralis anni 1811, dedit Joannes Fridericus a Brause, Dioeceseos Ephorus,  Typ. Gerlachii, Freybergae Saxon. 1808.
- Carl August Grebitz (Hrsg.): Predigt bei der am 9ten Sonntage nach Trinit. 1815 erfolgten feierlichen Einweihung der Kirche zu Roßwein gehalten vom Superintendent von Brause zu Freiberg, und nebst einer Beschreibung der dabei statt gefundenen Feierlichkeiten. Baumanns Erben, Leisnig 1815.
- Epistolae ephoralis anni 1819, dedit Joannes Fridericus a Brause, Dioeceseos Ephorus,  Typ. Gerlachii, Freybergae Saxon. 1820.